# Desclasamiento
El desclasamiento, según el Diccionario de la RAE, consiste en la "acción o efecto de hacer que alguien deje de pertenecer a la clase social de la que proviene, o que pierda conciencia de ella", esto es, de su conciencia de clase, a la cual uno pertenece (proletariado, burguesía, clase alta, nobleza...). Es un concepto que pertenece a la sociología y que ha sido estudiado especialmente por su rama marxista.
La movilidad social, en una sociedad mesócrata o burguesa, permite que los miembros de una clase inferior o media asciendan a otra superior e inversamente, pero el desclasamiento se produce cuando estos referentes se han perdido por completo, produciéndose la marginalidad o la anomia social y el aislamiento del individuo. Por ejemplo, en una sociedad de consumo el proletariado se siente situado en una clase social ajena, que no es la suya, y pierde su conciencia de clase. Pero también tiene que ver con el llamado conflicto generacional o bien, como afirma Bourdieu, "la generación engañada".
Pierre Bourdieu entiende que es "el producto de una desviación respecto a la pendiente de una trayectoria colectiva". Y esta separación del grupo social puede estar orientada hacia dos direcciones: el “desclasamiento por arriba” o “el desclasamiento por abajo”. Estudios posteriores se han centrado en el último más que en el primero. Y en la actualidad no existe un consenso uniforme ni unanimidad sobre su definición por el carácter polisémico de esta noción, aunque se pueden distinguir tres grandes puntos de vista de tratar el fenómeno:
1. El desclasamiento social intergeneracional
2. El desclasamiento social intrageneracional
3. El desclasamiento escolar.

En su dimensión de desclasamiento intergeneracional, describe la situación de individuos en una posición social inferior a la de sus padres. Se trata de trayectorias de movilidad social descendente y resalta el concepto de generación como un elemento clave en el proceso estratificación social, tanto en desigualdades salariales, de movilidad durante la carrera profesional o de inserción en la vida activa. Incluso pone en cuestión la ley de un progreso generacional y expone la dificultad cada vez mayor de los individuos para adquirir un estatus equivalente al de sus padres a la misma edad, pese a contar con nivel de educación más elevado.
En su dimensión de desclasamiento intrageneracional, se refiere al ciclo de vida. No compara la trayectoria de un individuo con la de generaciones anteriores sino que describe trayectorias de desclasamiento a lo largo de la trayectoria profesional. Conforme a esto se define como un fenómeno de ruptura que conduce a un individuo a perder su posición social tras descender de la categoría socioprofesional o perder un empleo estable.
Por último, el desclasamiento escolar enfatiza la devaluación o disminución del rendimiento social de los títulos académicos al compararlos con los de generaciones anteriores, y pone de relieve la situación de titulados en un nivel de empleo inferior al que hubieran tenido con el mismo título en años anteriores (sobrecualificación u overeducation y subempleo); describe la situación de los titulados que poseen un nivel de cualificación superior al requerido en sus empleos. Enfatizándose así la discordancia entre la estructura educativa y la social.